# Mobutismo

Bandera de Zaire y símbolo del Movimiento Popular de la Revolución y del mobutismo.

El mobutismo, o mobutuismo, era la ideología del partido político Movimiento Popular de la Revolución de Zaire (la actual República Democrática del Congo), así como la ideología política oficial en el país desde el golpe de Estado protagonizado en 1965 por el teniente general Mobutu Sese Seko y hasta su derrocamiento, en 1997.

El mobutismo fue una ideología creada e instaurada por Mobutu Sese Seko, basada en sus propias ideas, visión y convicciones políticas. De corte eminentemente caudillista, personificaba en sí mismo los logros de su gobierno, estableciendo además un sistema propagandístico que se tradujo en la ubicua presencia de su imagen en las calles, organismos oficiales, escuelas y televisión; como único miembro visible del gobierno de Zaire y llegando incluso al establecimiento de una censura que vetaba la presencia en los medios de comunicación de los nombres de cualquier ciudadano de Zaire que no fuese el propio Mobutu o los integrantes de los equipos de fútbol zaireños. 

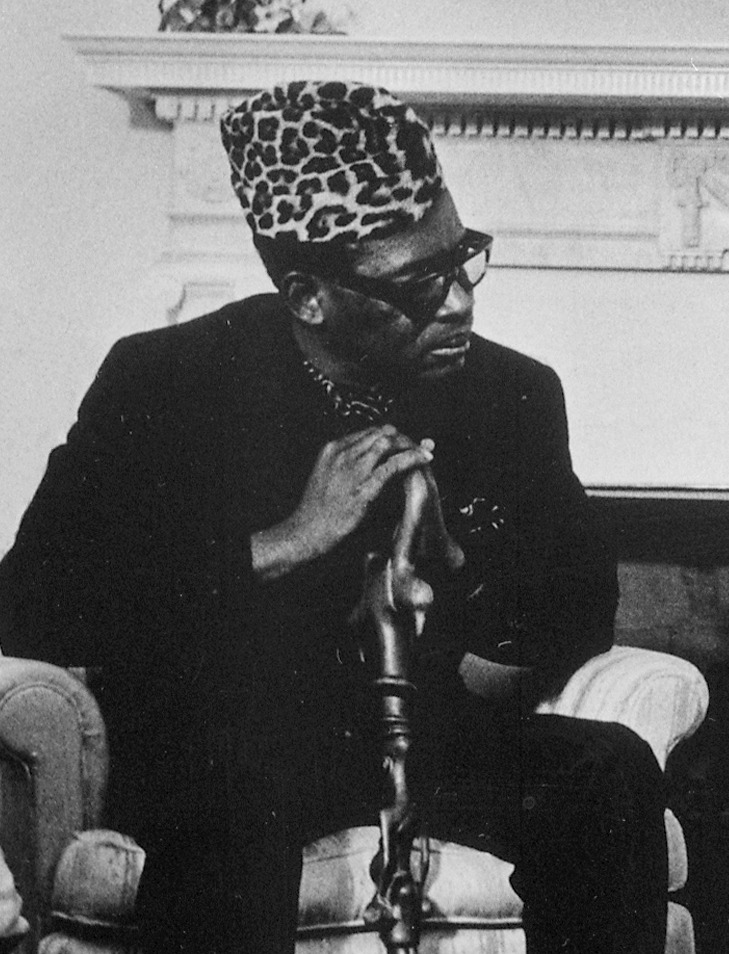
Mobutu Sese Seko en Washington, en 1973.

Su nacimiento oficial se produjo con el Manifiesto de N'Sele, el 20 de mayo de 1967, del que surgiría también el partido político Movimiento Popular de la Revolución, y que propugnaba, entre otras: «la restauración de la autoridad del Estado y del prestigio internacional, el respeto a las libertades democráticas, la participación de los ciudadanos en las decisiones políticas, la liberación de Zaire de toda clase de servidumbres y asegurar su progreso mediante la construcción de una república verdaderamente social y democrática».

Sin embargo las primeras críticas de los partidos de la oposición se centraron en el endeble espíritu democrático de un sistema que establecía «de facto» un régimen de partido político único y que el contenido del manifiesto no dejaba de ser una mera declaración de buenas intenciones sin posibilidad alguna de control por parte de una oposición inexistente
La redacción original de la constitución de Zaire, redactada por Mobutu, reconocía la existencia de un partido opositor, pero más tarde y en una reinterpretación de la misma, determinó que la constitución solo recomendaba, pero no exigía la existencia de partidos opositores, por lo que estos fueron prohibidos a finales de 1966, quedando finalmente el Movimiento Popular de la Revolución como único partido político legítimo de Zaire. 
Mobutu lideró al MPR y a Zaire como un dictador y denunció la idea de múltiples líderes y partidos políticos en el país, afirmando: «En nuestra tradición africana nunca han existido dos jefes... Ese es el motivo por el que los congoleños hemos resuelto que, en el deseo de cumplir con las tradiciones de nuestro continente, debemos concentrar nuestras energías y las de nuestro país bajo la bandera de un partido nacional único».
Mobutu fue presentado por la propaganda oficial como poseedor de atribuciones divinas e intentó sustituir al cristianismo en Zaire por una lealtad seudo-religiosa hacia su partido y hacia sí mismo, recibiendo en los medios oficiales calificaciones como el «mesías», «presidente fundador» o «gran patrón» de Zaire. También impulsó un programa de renacimiento cultural nacional llamado «Authenticité» que pretendía purgar la cultura europea colonial y restaurar la cultura local zaireña mediante la prohibición de la utilización de nombres de pila o vestimenta europea y la creación de un uniforme autorizado por el estado, denominado abacost.
El mobutismo todavía pervive en organizaciones como la Unión de los Demócratas Mobutistas.